# Proechimys gardneri
Proechimys gardneri (щетинець Гарднера) — вид гризунів родини щетинцевих, знаний по двох місцевостях проживання в західній Амазонії, Бразилія, і на південь від річки Амазонки в північній Болівії, його поширення може бути обмежено ріками Журуа із заходу, і Мадейра зі сходу. Мешкає у лісі де повені трапляються частіш за все щорічно. Каріотип: 2n=40, FN=56.

## Етимологія
Вид названий в честь доктора Альфреда Л. Гарднера

## Морфологія
Морфометрія. Повна довжина: 242—353, довжина хвоста: 88—152, довжина задньої стопи: 32—45, довжина вух: 18—24 мм.
Опис. Proechimys gardneri є одним з трьох малих голчастих щурів у басейні Ріу Журуа, з короткими вухами, малими задніми ногами, і пропорційним довгим хвостом. Хвіст двоколірний, темно-коричневий зверху і від кремового до білого знизу; луска є відносно невеликою, але не повністю схована за волоссям. Загальний колір тіла між коричнево-сірим і каштаново-червоним із грубими прожилками з різною кількістю чорного як на спині так і на боках, як для інших видів щетинців, спина виглядає темнішою, особливо на крупі, у зв'язку з наявністю важких, темно-коричневого остюкоподібного волосся. Живіт і підборіддя чисто білі, в 12 з 26 зразків кути верхньої губи, іноді зливаючись із плямами біля основи вібрисів, також білі; внутрішня поверхня задніх кінцівок чисто біла, зовнішня — жовтувато-біла.

## Загрози та охорона
Про серйозні загрози для виду не відомо, він живе у досить віддалених від промисловості районах. Кілька природоохоронних зон є в межах ареалу цього щура, але поки що його присутність в них не зафіксована.